# توهج القمر الصناعي

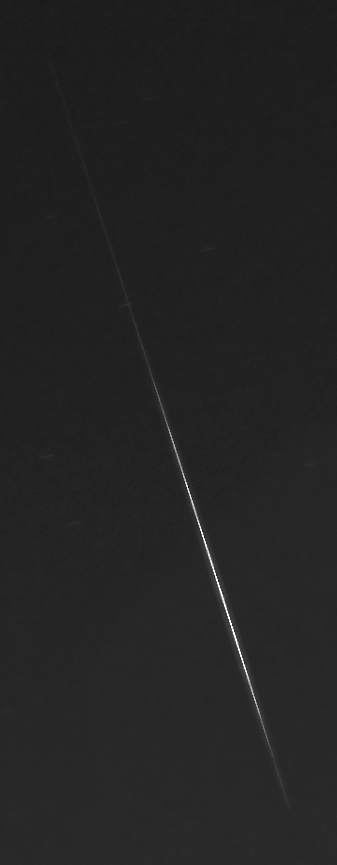
مسار متوهج لقمر صناعي ناتج عن انعكاس الضوء الساقط عليه.

توهج القمر الصناعي، ويعرف أيضًا باسم وميض القمر الصناعي، هو مسار القمر الصناعي الذي يمكن رؤيته بالعين المجردة من على سطح الأرض ويعرف بأنه «توهج» قصير ومشرق. وهو ناتج عن الانعكاس نحو الأرض أسفل ضوء الشمس الساقط على أسطح الأقمار الصناعية مثل الألواح الشمسية والهوائيات (على سبيل المثال رادار الفتحة التركيبية). تعتبر الشرائط الناتجة من توهج الأقمار الصناعية شكلاً من أشكال التلوث الضوئي التي يمكن أن تؤثر سلبًا على علم الفلك، ومراقبة النجوم.

## مواضيع ذات صلة
- قمر اصطناعي